# Den gamle ø - det nye ferieland
Den gamle ø - det nye ferieland er en dansk dokumentarfilm fra 1969 instrueret af Aksel Hald-Christensen.

## Handling
En utraditionel film om traditioner i England og Skotland.